# Takaharu Nishino
Takaharu Nishino (西野 貴治 Nishino Takaharu?, nacido el 14 de septiembre de 1993 en Osaka) es un futbolista japonés que se desempeña como defensa en el Kamatamare Sanuki de la J3 League.

## Trayectoria

### Clubes
| Club                      | País  | Año         |
| ------------------------- | ----- | ----------- |
| Gamba Osaka               | Japón | 2012 - 2018 |
| J. League sub-22 (cedido) | Japón | 2014 - 2015 |
| Gamba Osaka sub-23        | Japón | 2016 - 2018 |
| JEF United Chiba (cedido) | Japón | 2017        |
| Kamatamare Sanuki         | Japón | 2019 -      |

## Estadística de carrera

### J. League
| Club               | Año   | J. League | J. League | Copa J. League | Copa J. League | Total | Total |
| Club               | Año   | Part.     | Goles     | Part.          | Goles          | Part. | Goles |
| ------------------ | ----- | --------- | --------- | -------------- | -------------- | ----- | ----- |
| Gamba Osaka        | 2012  | 0         | 0         | 0              | 0              | 0     | 0     |
| Gamba Osaka        | 2013  | 29        | 3         | -              | -              | 29    | 3     |
| Gamba Osaka        | 2014  | 12        | 1         | 8              | 1              | 20    | 2     |
| Gamba Osaka        | 2015  | 3         | 0         | 4              | 0              | 7     | 0     |
| Gamba Osaka        | 2016  | 3         | 0         | 0              | 0              | 3     | 0     |
| Gamba Osaka        | 2017  | 0         | 0         | 0              | 0              | 0     | 0     |
| JEF United Chiba   | 2017  | 5         | 1         | -              | -              | 5     | 1     |
| J. League sub-22   | 2014  | 2         | 0         | -              | -              | 2     | 0     |
| J. League sub-22   | 2015  | 1         | 0         | -              | -              | 1     | 0     |
| Gamba Osaka sub-23 | 2016  | 17        | 1         | -              | -              | 17    | 1     |
| Gamba Osaka sub-23 | 2017  | 4         | 0         | -              | -              | 4     | 0     |
| Total              | Total | 76        | 6         | 12             | 1              | 88    | 7     |